# Mas de Micalet

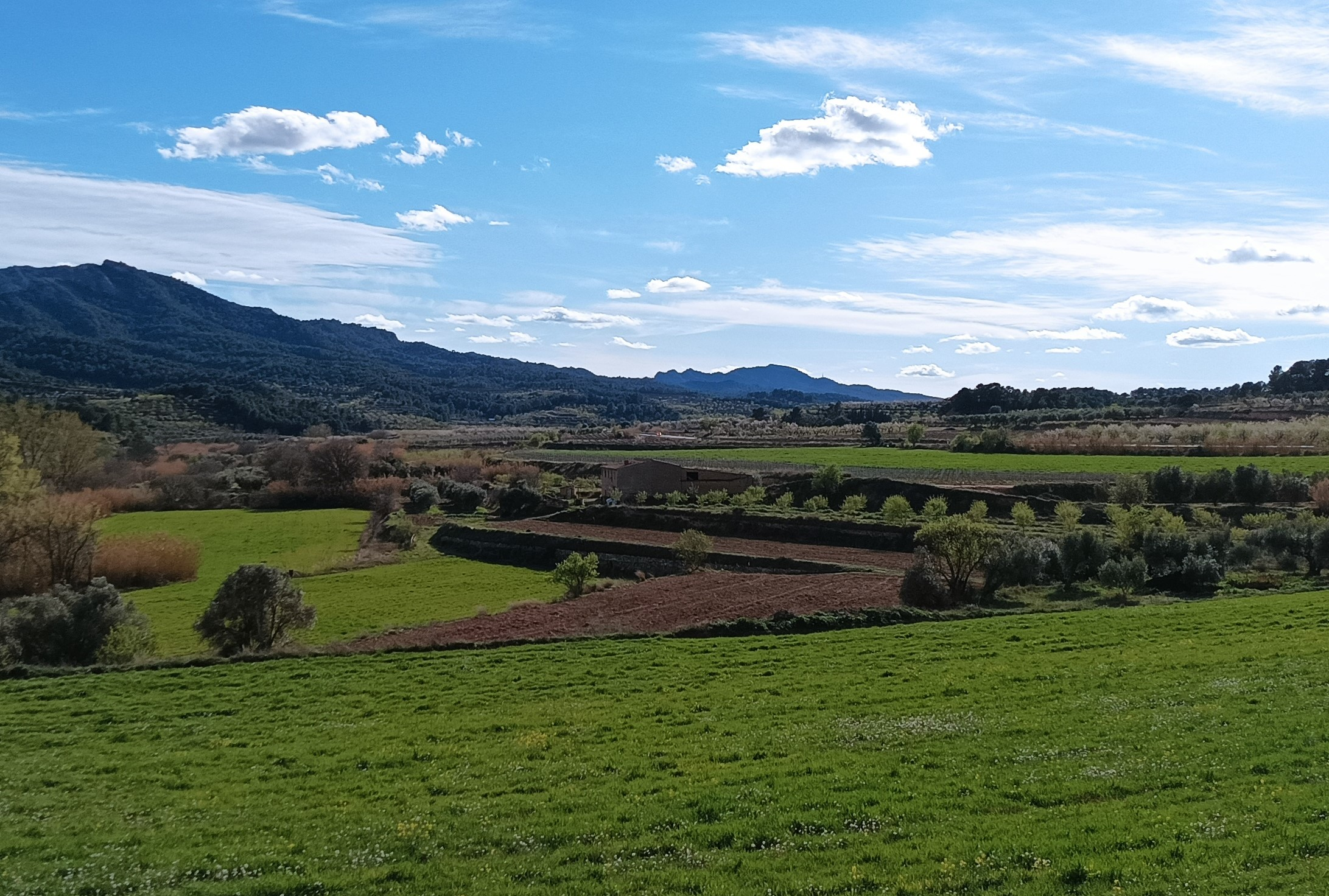
El mas de Micalet i el seu entorn

El Mas de Micalet o Mas de Miquelet és un edifici del municipi de Corbera d'Ebre (Terra Alta) inclòs en l'Inventari del Patrimoni Arquitectònic de Catalunya. Està situat a uns 3 km del nucli urbà de Corbera d'Ebre, en un punt intermedi entre la carretera N-420 i el riu Sec.

## Descripció
Edifici de planta rectangular, amb planta baixa i pis a la façana principal i d'una sola planta a la part posterior. Es compon d'un volum preexistent al qual s'han afegit annexos per darrera. La planta baixa està construïda amb paredat. Hi ha dues portes i un rafal sense tancament, amb una menjadora de bestiar equí. Les estances interiors es troben connectades entre elles per mitjà d una planta intermèdia que no té accés exterior.
La planta superior i els annexos són de tàpia i les cinc obertures de la façana principal estan distribuïdes en l'espai equitativament. Al costat de la riera del riu s'extreu aigua amb una nòria o sínia que té cubetes de pedra (actualment amb una moto-bomba) i una mina. Al costat d'aquesta hi trobem encara una petita bassa o safareig amb lloses en posició per a rentar la roba. La part posterior de l'edificació, només de planta baixa, és de tàpia i el sòcol del mur és de maçoneria per a evitar la degradació de la terra per capil·laritat des del terreny. Disposa també d'una cisterna d'uns 8m3 de capacitat.
La construcció original, juntament amb el pou, del segle xix o anterior, quedaren greument afectats l'any 1938 durant la batalla de l'Ebre. Cap a finals dels anys 30 del segle xx, va començar la reconstrucció de l'edifici i recuperació de les terres, que es va perllongar fins ben entrats els anys 50.